# Atayal (etnia)
Los atayales, conocidos como tayal y tayan, son un pueblo indígena de Taiwán. El pueblo Atayal cuenta con alrededor de 90.000 personas, aproximadamente el 15,9% de la población indígena total de Taiwán, lo que lo convierte en el tercer grupo indígena más grande. El endónimo preferido es "Tayal", aunque el Gobierno de Taiwán los reconoce oficialmente como "Atayal". 

## Etimología
La palabra atayal o tayal significa "humano" u "hombre".

## Orígenes

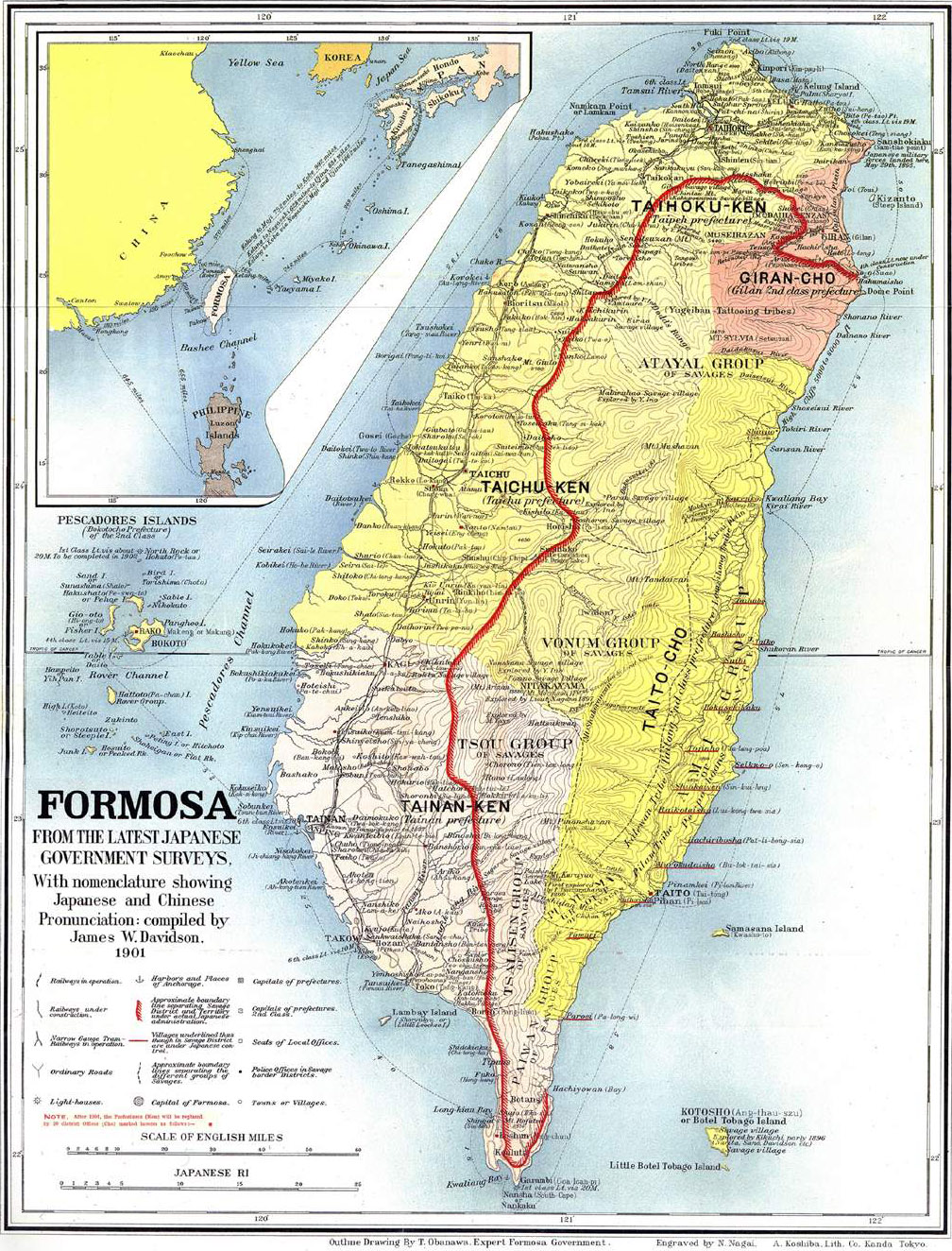
1901 mapa de Taiwán, con "Atayal el grupo" marcado.

El primer registro de la población Atayal se encuentra cerca de la parte superior del río Zhuoshui. A finales del siglo XVII, cruzaron la cordillera central hacia el desierto del este. Luego se asentaron en el valle del río Liwu. Aquí se encuentran 79 aldeas Atayal.

### Genética
Taiwán es hogar de varios grupos indígenas austronesios desde antes del 4.000 AC. Sin embargo, el análisis genético sugiere que los diferentes pueblos pueden tener diferentes poblaciones de origen ancestral originarias del Asia continental, y que se desarrollaron de forma aislada unas de otras. Se cree que el pueblo Atayal emigró a Taiwán desde el sur de China o el sudeste asiático. Los estudios genéticos también han encontrado similitudes entre el pueblo Atayal y otros pueblos de Filipinas y Tailandia, y en menor medida con el sur de China y Viet Nam. Los Atayal son genéticamente distintos del pueblo Amis, que es el mayor grupo indígena de Taiwán, así como del pueblo Han, lo que sugiere que hay poca mezcla entre estos pueblos. Los estudios sobre los polimorfismos del ADN mitocondrial (ADNmt) sugieren antiguas migraciones de dos linajes de los diversos pueblos a Taiwán hace aproximadamente 11.000-26.000 años.
Estudios recientes de ADN muestran que el pueblo lapita y los polinesios modernos tienen una ascendencia común con los Atayal y los Kankanaey del norte de Filipinas.
Los Atayal son visiblemente diferentes de los chinos Han de Taiwán. Los matrimonios mixtos con chinos también produjeron un número significativo de descendientes mixtos Atayal-Chino y celebridades como Vivian Hsu, Vic Zhou, Yuming Lai, Kao Chin Su-mei.

### Folclore
Según las historias contadas por sus mayores, los primeros antepasados Atayal aparecieron cuando una piedra, Pinspkan, se rompió. Había tres personas, pero una decidió volver a la piedra. Un hombre y una mujer que vivieron juntos durante mucho tiempo y se amaron mucho. Pero el chico era tímido y no se atrevió a acercarse a ella. Entonces, a la chica se le ocurrió una idea. Salió de su casa y encontró un poco de carbón con el que ennegrecerse la cara para poder hacerse pasar por otra chica.
Después de varios días, volvió a su casa y el chico la confundió con otra chica y vivieron felices para siempre. No mucho después, la pareja tuvo hijos, cumpliendo su misión de procrear la siguiente generación. La costumbre de los Atayal de tatuarse la cara puede haber venido de la chica que se ennegreció la cara en la historia.

## Cultura

### Estilo de vida

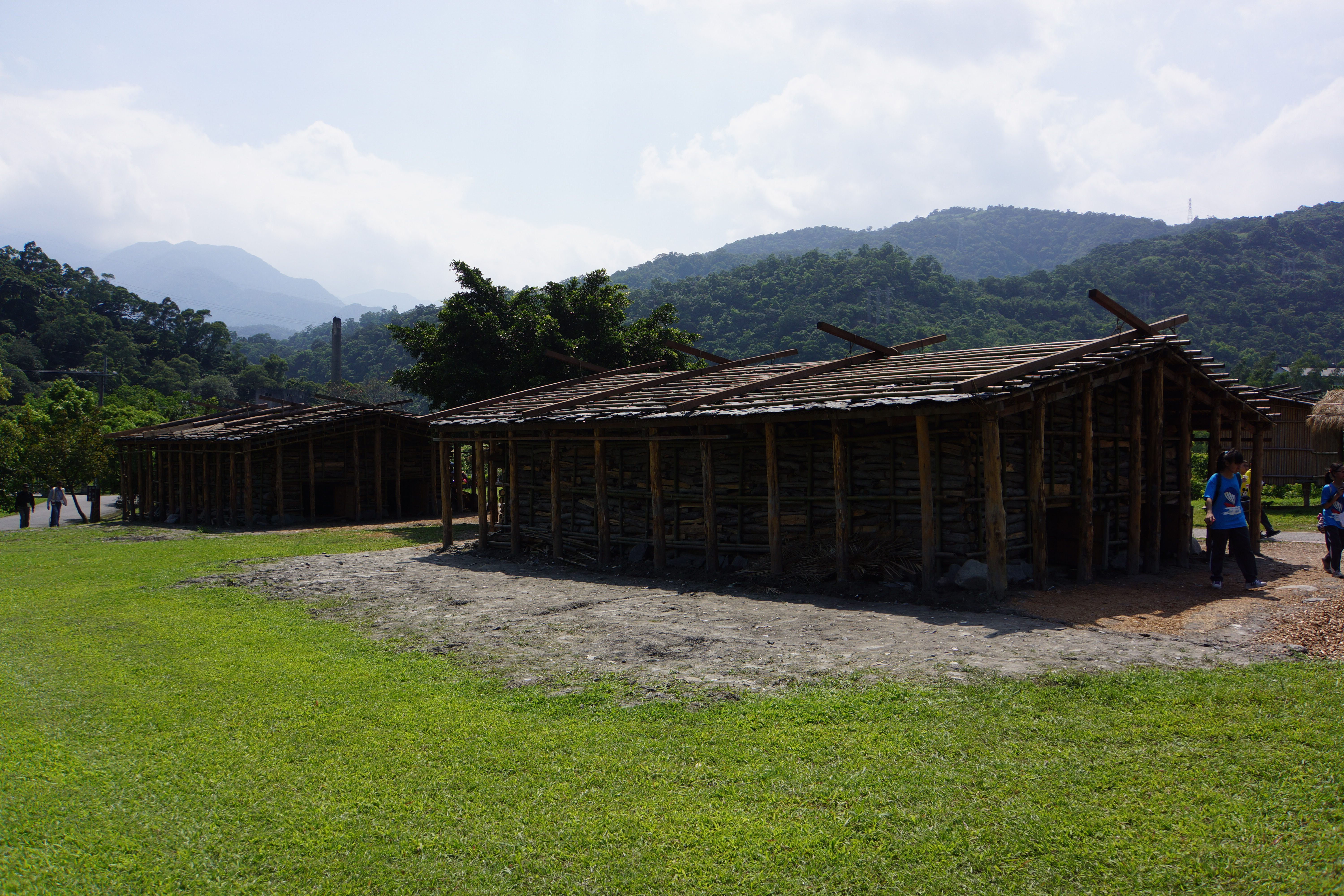
Tradicional Atayal casas.

El pueblo Atayal tiene una cultura bien desarrollada. Originalmente vivían de la pesca, la caza, la recolección y el cultivo en campos de montaña quemados. Los Atayal también practican artesanías como el tejido, el anudado de redes y la carpintería. También tienen instrumentos musicales y danzas tradicionales.
Los Atayal son conocidos como guerreros hábiles. En una práctica ilegal desde la era colonial japonesa (1895 -1945), para ganarse su tatuaje facial un hombre tenía que traer al menos una cabeza humana; estas cabezas, o cráneos, eran muy honradas, se les daba comida y bebida, y se esperaba que trajeran buenas cosechas a los campos.  Se sabe que los atayales eran feroces luchadores, como se observó en el caso del incidente Wushe, en el que los atayales participaron en un levantamiento contra las fuerzas coloniales japonesas.
Lalaw Behuw es un arma usada por los Atayals. Las armas tradicionales aborígenes han aparecido en películas.

### Vestido tradicional

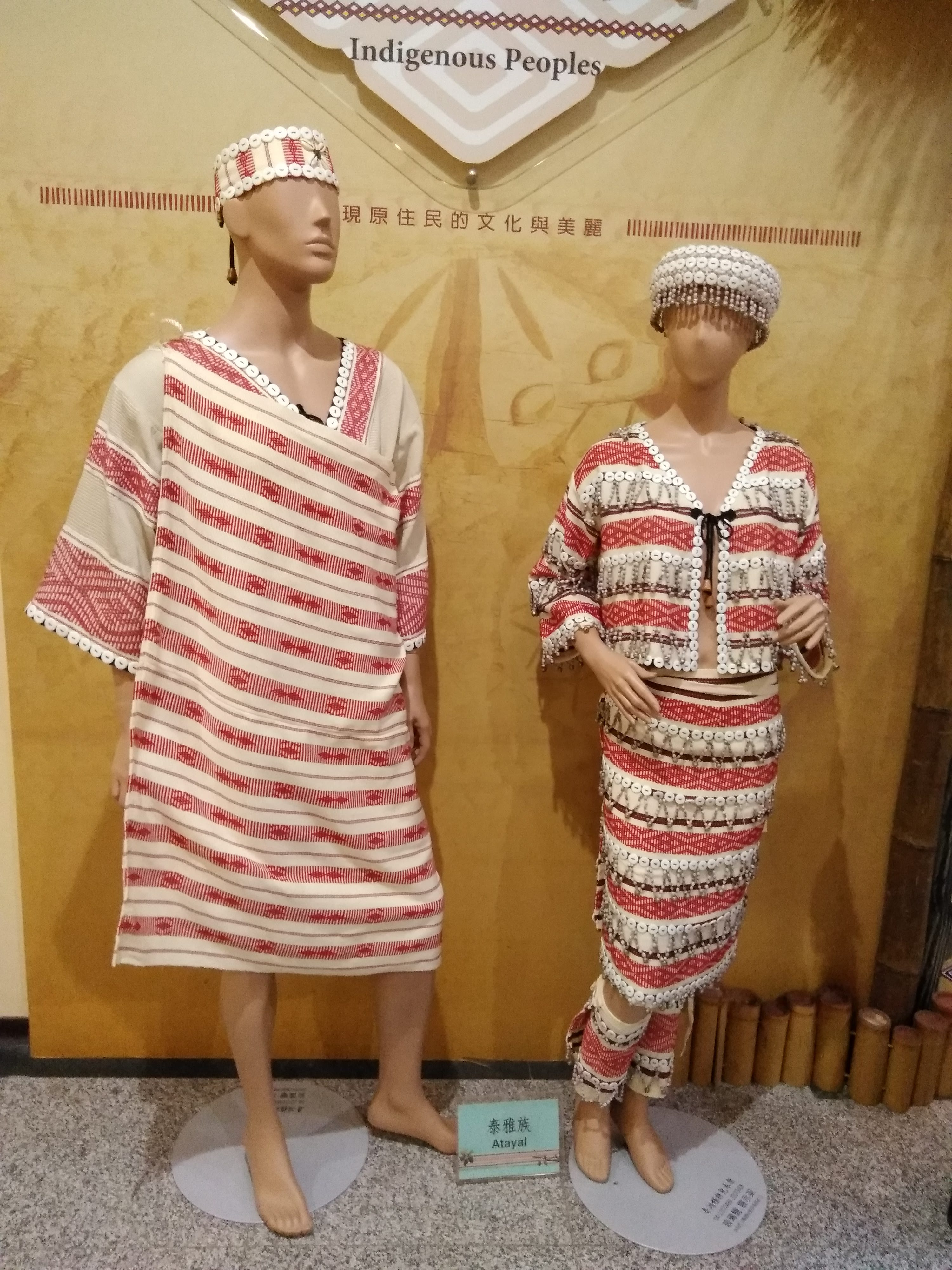
Diseños de vestido propios.

Los Atayal son hábiles tejedores, incorporando patrones y diseños simbólicos en su vestimenta tradicional. Los rasgos son principalmente de estilo geométrico, y los colores son brillantes y deslumbrantes. La mayoría de los diseños son de argilas y líneas horizontales. En la cultura Atayal, las líneas horizontales representan el puente del arco iris que lleva a los muertos a donde viven los espíritus de los ancestros. Las argilas, por otro lado, representan los ojos de los ancestros protegiendo el Atayal. El color favorito de esta cultura es el rojo porque representa la sangre y el poder.

### Tatuajes faciales

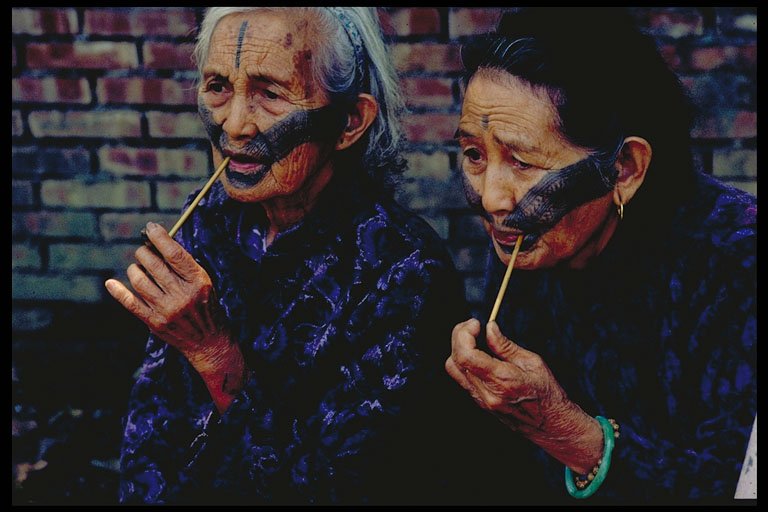
Dos ancianas atayales.

El pueblo Atayal también es conocido por utilizar el tatuaje facial y el limado de dientes en los rituales de iniciación a la edad adulta. El tatuaje facial, en Squliq Tayal, se llama ptasan. En el pasado, tanto los hombres como las mujeres tenían que demostrar que habían realizado una tarea importante asociada a un adulto antes de que sus rostros pudieran ser tatuados. Para un hombre, tenía que tomar la cabeza de un enemigo, mostrando su valor como cazador para proteger y proveer a su pueblo, mientras que las mujeres tenían que ser capaces de tejer telas. Una niña aprendía a tejer cuando tenía unos diez o doce años, y tenía que dominar la habilidad para ganarse el tatuaje. Solo los que tenían tatuajes podían casarse, y, después de la muerte, solo los que tenían tatuajes podían cruzar el hongu utux, o puente del espíritu (el arco iris) hacia el más allá.
El tatuaje masculino es relativamente simple, con solo dos bandas en la frente y la barbilla. Una vez que un hombre llega a la mayoría de edad se tatúa la frente; después de engendrar un hijo, se tatúa la parte inferior de la barbilla. En el caso de la mujer, el tatuaje se hacía en la mejilla, típicamente desde las orejas a través de ambas mejillas hasta los labios formando una forma de V. Mientras que el tatuaje en un hombre es relativamente rápido, en una mujer puede tomar hasta diez horas.
El tatuaje fue realizado solo por mujeres tatuadoras. El tatuaje se realizaba utilizando un grupo de agujas atadas a un palo llamado atok golpeado en la piel con un martillo llamado totsin. Luego se frotaba ceniza negra en la piel para crear el tatuaje. La curación podría tomar hasta un mes.
Los japoneses prohibieron la práctica del tatuaje en 1930 por su asociación con la caza de cabezas. Con la introducción del cristianismo, la práctica declinó, y los tatuajes ahora solo se ven en los ancianos. Sin embargo, algunos jóvenes en los últimos años han intentado revivir la práctica. En 2018 solo sobrevivió un anciano tatuado, Lawa Piheg, que fue tatuado cuando tenía 8 años. Lawa Piheg murió el 14 de septiembre de 2019.

## Tiempos modernos
El pueblo Atayal de Taiwán vive en el centro y el norte de Taiwán. El pueblo más septentrional está en el distrito de Ulay , a unos 25 kilómetros al sur de Taipéi. La comunidad de Smangus en el municipio de Jianshi se hizo muy conocida como un destino turístico, y un experimento de comunalismo. Muchos Atayal son bilingües, pero el idioma Atayal sigue en uso activo.

## Atayales destacados
- Esther Huang, actriz y cantante
- Jane Huang, cantante.
- Joanne Tseng, actriz y miembro de reventar duo Sweety
- Kao Barbilla Su-mei, actriz, cantante y política
- Landy Wen, cantante
- Lo Chih-un, jugador de fútbol
- Lo Chih-en, jugador de fútbol
- Payen Talu, miembro de Legislativo Yuan (1996–2002)
- Vic Lionesa, actor y miembro de grupo de pop F4
- Vivian Hsu, actriz
- Yuming Lai, cantante de rock.